# ヒジリガメ
ヒジリガメ (聖亀、Heosemys annandalii) は、爬虫綱カメ目イシガメ科オオヤマガメ属に分類されるカメ。

## 分布
カンボジア、タイ王国、ベトナム南部、ラオス南部
マレーシア（マレー半島北部）に分布するとされることもあるが、ホテルの池で発見されたため人為分布の可能性が高いとされる。

## 形態
最大甲長50.6センチメートルと、オオヤマガメ属最大種。最大甲長60センチメートル以上や80センチメートルに達するとする文献もある。オスよりもメスの方がやや大型になる。背甲はややドーム状に盛りあがり、上から見るとやや前後に長い。項甲板は小型で、楔形や等脚台形。椎甲板には破線状あるいは不明瞭な、あまり発達しない筋状の盛り上がり（キール）がある。第1椎甲板は中央部より前部で最も幅広く、縦幅と横幅の長さはほぼ等しい。第2 - 5椎甲板は、縦幅よりも横幅の方が長い。後部縁甲板の外縁が、鋸状に弱く尖る。背甲の色彩は黒や暗褐色。喉甲板はやや突出し、左右の喉甲板の間には切れ込みがないかわずかに幅広く浅い切れ込みが入る。背甲と腹甲の継ぎ目（橋）や腹甲の色彩は淡黄色で、甲板ごとに不明瞭な黒や暗褐色の大型の斑紋が入る。この暗色斑が繋がる個体も多く、腹甲全体が暗色になる個体もいる。
頭部は中型で、吻端はやや突出する。顎の咬合面は幅広く、一部に畝がある。顎を覆う角質（嘴）の外縁は鋸状に尖る。鋸状の嘴は、植物の葉や茎を切断することに適している。頭部の色彩は暗褐色で、黄色や淡黄色の斑点や筋模様が入る。嘴や喉の色彩は淡黄色で、暗色の斑点が入る個体が多い。同属他種と異なり、指趾の間には水かきが発達する。頸部や四肢・尾の色彩は灰褐色や暗褐色・暗灰色で、明色の斑点が入る。
卵は長径5.7 - 6.2センチメートルの楕円形。孵化直後の幼体は甲長6センチメートル。幼体は背甲がやや扁平で、キールや後部縁甲板の突起が明瞭。背甲の色彩は濃オリーブ色や黄褐色で、甲板ごとに不明瞭な暗色斑が入る。頭部の明色斑もより明瞭。成長に伴いキールや縁甲板の突起は不明瞭になり（どちらも消失することはまれ）、背甲の色彩は全体的に暗色になる。頭部の斑紋は成長してもある程度残る個体と、目の周囲を除いて不明瞭になる個体がいる。
オスは腹甲の中央部が凹む。尾が太くて長く、尾をまっすぐに伸ばした状態では総排出口全体が背甲の外側にある。メスは腹甲の中央部が凹まないか、わずかに膨らむ。尾が細くて短く、尾をまっすぐに伸ばしても総排泄口の大部分が背甲よりも内側にある。

## 分類
種小名annandaliiは、Nelson Annandaleへの献名。
幅広い咬合面や複雑な形状の嘴・水生傾向が強いが、前肢の鱗の形状がヤマガメ属に類似すること・内部形態などから、特異な種として以前は本種のみでヒジリガメ属Hieremysを構成すると考えられていた。分子系統解析から、オオヤマガメ属に含める説が有力とされる。

## 生態
平地にある流れの緩やかな河川やその支流・池沼・氾濫原内の水場・水路・ため池などに生息し、水辺に植物が繁茂し日光浴のために上陸しやすい陸場がある環境を好む。河口の周辺（チャオプラヤー川）や三角州（メコンデルタ）にも生息し、汽水域で見られることもある。半水棲で、産卵以外で水場を離れることはまれ。昼行性で、日光浴も行う。
食性はほぼ植物食で、水生植物や抽水植物・水中に落ちた陸上植物の葉や果実などを食べる。飼育下では動物質を食べることもある。岸辺で採食を行うこともあるが、主に水中で採食を行う。
繁殖様式は卵生。飼育下では、水中で交尾を行った例がある。タイの個体群で12月から翌1月に、1回に4個の卵を産んだ例がある。

## 人間との関係
仏教寺院の池に放され（放生）飼育されることもあり、和名や英名（temple=寺院）の由来になっている。旧属名Hieremysも「聖なるカメ」の意。
生息地や中国圏では食用とされたり、薬用になると信じられていることがある。
農地開発や河川開発・湿地開発による生息地の破壊、水質汚濁、食用や薬用・放生用の乱獲などにより生息数が減少している。2003年にワシントン条約附属書IIに掲載された。タイやミャンマーでは、法的にカメ類の商業目的の輸出が禁止されている。
ペット用に飼育されることもあり、日本にも輸入されている。生息数の減少やワシントン条約掲載などにより、流通量は減少している。主に野生個体が流通する。アクアリウムで飼育される。半水棲の大型種で活発に動くため、可能な限り大型のケージを用意する。熱帯域に分布するため低温に弱く、冬季は保温する。陸場を設け、局所的な熱源を照射し体を乾かせる環境を設置す。飼育下では動物質も食べ、配合飼料などにも餌付く。一方で幼体から植物質を与えずに配合飼料も含めた動物質が多い餌のみを与え続けると、甲の成長異常や代謝性の骨障害などを引き起こす可能性がある。そのためリンが少なくカルシウムが多く含まれた、植物性の食物を与えるようにする。